# Championnat de Colombie de football
Le Championnat de Colombie est une compétition sportive située au sommet de la hiérarchie du football en Colombie opposant les vingt meilleures équipes de Colombie. Il est lancé en 1948 par la División Mayor del Fútbol Profesional Colombiano  (Dimayor), une organisation complémentaire à la Fédération colombienne de football.
Depuis la première saison en 1948 le tournoi a donné (en incluant la saison 1989, suspendue avant son terme) lieu à la remise de 100 titres de champions en raison de l'organisation actuelle des tournois semestriels. La première compétition est remportée par Santa Fe.
Selon le classement 2017 de l'IFFHS, le championnat colombien constitue le 6e meilleur championnat du monde et le 2e en Amérique derrière le Championnat du Brésil. Historiquement, toujours selon l'IFFFHS il se situe au 3e rang des championnats d'Amérique du Sud derrière les championnats brésilien et argentin.

## Histoire
La naissance du football professionnel colombien est directement liée à la création de la División Mayor del Fútbol Profesional Colombiano (Dimayor), qui a été fondée le 27 juin 1948 à Barranquilla, précisément dans le but d'organiser un tournoi de football professionnel dans le pays. Lors de cet évènement, la date du 15 août de cette même année est retenue comme date d'ouverture du championnat. Le match d'ouverture de la première saison oppose l'Atlético Municipal et l'Université nationale de Colombie et se solde par un score de 2 à 0. Le premier but du championnat est marqué au cours de la quinzième minute de ce match par Rafael Serna. Le premier club couronné champion au terme de cette première saison est l'Independiente Santa Fe basé à Bogota.
Au cours du championnat 1949, en raison d'une grève dans le football argentin, commence une époque connue sous le nom d'El Dorado, au cours de laquelle sont recrutés de nombreuses vedettes de cette nation comme Alfredo Di Stéfano ou Adolfo Pedernera, qui signent tous deux pour le Millonarios de Bogota. Les autres clubs colombiens engagent également des joueurs célèbres venant de l'étranger, notamment beaucoup de Péruviens. Valeriano López devient ainsi la vedette du Deportivo Cali où il est associé à d'autres joueurs péruviens, l'Independiente Medellín forme une équipe comprenant 12 Péruviens dans son effectif, avec notamment Roberto Drago et Segundo Castillo Varela. La saison se termine par la victoire du Millonarios dans la course au titre de champion.
En 1950, le Sport Caldas (devenu Once Caldas aujourd'hui) crée la surprise en remportant le championnat, pour la première fois de son histoire, reléguant Millonarios à la deuxième place. Cependant Millonarios reste le principal bénéficiaire de la période d'El Dorado en remportant trois titres consécutifs en 1951, 1952 et 1953.
Le championnat de 1954 voit le premier sacre de l'Atlético Nacional, au sein d'une compétition marquée par la crise économique et qui scelle la période dite d'El Dorado, forçant plusieurs équipes à se retirer de la compétition. La saison 1955 voit le couronnement d'un nouveau champion, le club de l'Independiente Medellín, l'Atlético Nacional terminant vice-champion. L'année 1956 est celle où le Deportes Quindío gagne le championnat pour la première et jusqu'alors seule fois de son histoire après une lutte pour le titre avec Millonarios et le Boca Juniors de Cali.
Le tournoi organisé en 1957 constitue le championnat le plus long et le plus confus de l'histoire du football colombien; en premier lieu se joue une phase de championnat par aller-retour, le vainqueur de ce championnat est qualifié pour la finale nationale. À la suite de cette première phase, un championnat réduit aux 8 meilleures équipes de la première phase est organisé mais est annulé avant terme. Cette phase est alors remplacée par deux tournois distincts comprenant chacun 6 des 12 équipes initiales. La poule A de cette deuxième phase comprenant 3 équipes avec le même nombre de points, un championnat de barrages est organisé entre ces équipes pour déterminer le vainqueur de la poule. Les deux vainqueurs de poules de deuxième phase, le Deportes Tolima et le Cúcuta Deportivo se rencontrent en une finale de phase qui détermine qui va jouer la finale nationale face à l'Independiente Medellín, déjà qualifié comme vainqueur de la première phase. Le Cucuta Deportivo s'impose dans la finale de phase mais doit, à la suite des deux matchs de la finale nationale, s'avouer vaincu par l'Independiente Medellín qui remporte son second titre.
1958 voit la victoire de l'Independiente Santa Fe qui remporte son second titre 10 après celui de 1948. Avant la dernière journée, Santa Fe et Millonarios sont à égalité avec 46 points, au cours de la dernière journée, Millonarios fait 2-2 en déplacement à Cúcuta tandis que Santa Fe remporte 2-0 la rencontre qui l'oppose à l'Atlético Manizales. En outre, le Boca Juniors de Cali absent de la saison pour raison économique annonce son retrait définitif.
La saison 1959 est remportée par le Millonarios qui gagne là son cinquième titre de champion. Avec la décision de la création de la Copa Libertadores par la Confédération sud-américaine de football, le club est qualifié pour la première édition de l'épreuve disputée en 1960 et devient le premier club colombien à prendre part à une compétition internationale officielle. Le club atteindra d'ailleurs les demi-finales de l'épreuve.

## Palmarès et statistiques

### Palmarès
| Edition | Saison  | Saison    | Vainqueur                  | Meilleur buteur |                      |
| ------- | ------- | --------- | -------------------------- | --- | -------------------- |
| 1       | 1948    | 1948      | Santa Fe (1)               | Alfredo Castillo (Millonarios; 31 buts) |                      |
| 2       | 1949    | 1949      | Millonarios (1)            | Pedro Cabillón (Millonarios; 42 buts) |                      |
| 3       | 1950    | 1950      | Deportes Caldas (1)        | Casimiro Ávalos (Deportivo Pereira; 27 buts) |                      |
| 4       | 1951    | 1951      | Millonarios (2)            | Alfredo Di Stéfano (Millonarios; 31 buts) |                      |
| 5       | 1952    | 1952      | Millonarios (3)            | Alfredo Di Stéfano (Millonarios; 19 buts) |                      |
| 6       | 1953    | 1953      | Millonarios (4)            | Mario Garelli (Atlético Quindío; 20 buts) |                      |
| 7       | 1954    | 1954      | Atlético Nacional (1)      | Carlos Alberto Gambina (Atlético Nacional; 21 buts)                                                                                                   |                      |
| 8       | 1955    | 1955      | Independiente Medellín (1) | Felipe Marino (Independiente Medellín; 22 buts) |                      |
| 9       | 1956    | 1956      | Atlético Quindío (1)       | Jaime Gutiérrez (Atlético Quindío; 21 buts) |                      |
| 10      | 1957    | 1957      | Independiente Medellín (2) | José Vicente Grecco (Independiente Medellín; 30 buts)                                                                                                 |                      |
| 11      | 1958    | 1958      | Santa Fe (2)               | José Américo Montanini (Atlético Bucaramanga; 36 buts)                                                                                                |                      |
| 12      | 1959    | 1959      | Millonarios (5)            | Felipe Marino (Cúcuta Deportivo / Independiente Medellín; 35 buts)                                                                                    |                      |
| 13      | 1960    | 1960      | Santa Fe (3)               | Walter Marcolini (Deportivo Cali; 30 buts) |                      |
| 14      | 1961    | 1961      | Millonarios (6)            | Alberto Perazzo (Santa Fe; 32 buts) |                      |
| 15      | 1962    | 1962      | Millonarios (7)            | José Omar Verdún (Cúcuta Deportivo; 36 buts) |                      |
| 16      | 1963    | 1963      | Millonarios (8)            | Omar Devani (Atlético Bucaramanga; 36 buts) José Omar Verdún (Cúcuta Deportivo; 36 buts)                                                              |                      |
| 17      | 1964    | 1964      | Millonarios (9)            | Omar Devani (Unión Magdalena / Atlético Bucaramanga; 28 buts)                                                                                         |                      |
| 18      | 1965    | 1965      | Deportivo Cali (1)         | Perfecto Rodríguez (Independiente Medellín; 38 buts)                                                                                                  |                      |
| 19      | 1966    | 1966      | Santa Fe (4)               | Omar Devani (Santa Fe; 31 buts) |                      |
| 20      | 1967    | 1967      | Deportivo Cali (2)         | José María Ferrero (Millonarios; 38 buts) |                      |
| 21      | 1968    | 1968      | Unión Magdalena (1)        | José María Ferrero (Millonarios; 32 buts) |                      |
| 22      | 1969    | 1969      | Deportivo Cali (3)         | Hugo Lóndero (América de Cali; 25 buts) |                      |
| 23      | 1970    | 1970      | Deportivo Cali (4)         | José María Ferrero (Cúcuta Deportivo; 27 buts) Walter Sossa (Santa Fe; 27 buts)                                                                       |                      |
| 24      | 1971    | 1971      | Santa Fe (5)               | Hugo Lóndero (Cúcuta Deportivo; 30 buts) Apolinar Paniagua (Deportivo Pereira; 30 buts)                                                               |                      |
| 25      | 1972    | 1972      | Millonarios (10)           | Hugo Lóndero (Cúcuta Deportivo; 27 buts) |                      |
| 26      | 1973    | 1973      | Atlético Nacional (2)      | Nelson Silva Pacheco (Cúcuta Deportivo / Junior; 36 buts)                                                                                             |                      |
| 27      | 1974    | 1974      | Deportivo Cali (5)         | Víctor Ephanor (Junior; 33 buts) |                      |
| 28      | 1975    | 1975      | Santa Fe (6)               | Jorge Ramón Cáceres (Deportivo Pereira; 35 buts) |                      |
| 29      | 1976    | 1976      | Atlético Nacional (3)      | Miguel Angel Converti (Millonarios; 33 buts) |                      |
| 30      | 1977    | 1977      | Junior (1)                 | Oswaldo Marcial Palavecino (Atlético Nacional; 33 buts)                                                                                               |                      |
| 31      | 1978    | 1978      | Millonarios (11)           | Oswaldo Marcial Palavecino (Atlético Nacional; 36 buts)                                                                                               |                      |
| 32      | 1979    | 1979      | América de Cali (1)        | Juan José Irigoyén (Millonarios; 36 buts) |                      |
| 33      | 1980    | 1980      | Junior (2)                 | Sergio Cierra (Deportivo Pereira; 26 buts) |                      |
| 34      | 1981    | 1981      | Atlético Nacional (4)      | Víctor Hugo del Río (Deportes Tolima; 29 buts) |                      |
| 35      | 1982    | 1982      | América de Cali (2)        | Miguel Oswaldo González (Atlético Bucaramanga; 27 buts)                                                                                               |                      |
| 36      | 1983    | 1983      | América de Cali (3)        | Hugo Gottardi (Santa Fe; 29 buts) |                      |
| 37      | 1984    | 1984      | América de Cali (4)        | Hugo Gottardi (Independiente Santa Fe; 23 buts) |                      |
| 38      | 1985    | 1985      | América de Cali (5)        | Miguel Oswaldo González (Atlético Bucaramanga; 34 buts)                                                                                               |                      |
| 39      | 1986    | 1986      | América de Cali (6)        | Héctor Ramón Sossa (Independiente Medellín; 23 buts)                                                                                                  |                      |
| 40      | 1987    | 1987      | Millonarios (12)           | Jorge Aravena (Deportivo Cali; 23 buts) |                      |
| 41      | 1988    | 1988      | Millonarios (13)           | Sergio Angulo (Santa Fe; 29 buts) |                      |
| 42      | 1989    | 1989      | Championnat non joué       | Championnat non joué | Championnat non joué |
| 43      | 1990    | 1990      | América de Cali (7)        | Antony de Ávila (América de Cali; 25 buts) |                      |
| 44      | 1991    | 1991      | Atlético Nacional (5)      | Iván Valenciano (Junior; 30 buts) |                      |
| 45      | 1992    | 1992      | América de Cali (8)        | John Jairo Tréllez (Atlético Nacional; 25 buts) |                      |
| 46      | 1993    | 1993      | Junior (3)                 | Miguel Guerrero (Junior; 34 buts) |                      |
| 47      | 1994    | 1994      | Atlético Nacional (6)      | Rubén Darío Hernández (Independiente Medellín / Deportivo Pereira / América de Cali; 32 buts)                                                         |                      |
| 48      | 1995    | 1995      | Junior (4)                 | Iván Valenciano (Junior; 24 buts) |                      |
| 49      | 1995–96 | 1995–96   | Deportivo Cali (6)         | Iván Valenciano (Junior; 36 buts) |                      |
| 50      | 1996–97 | 1996–97   | América de Cali (9)        | Hamilton Ricard (Deportivo Cali; 36 buts) |                      |
| 51      | 1998    | 1998      | Deportivo Cali (7)         | Víctor Bonilla (Deportivo Cali; 37 buts) |                      |
| 52      | 1999    | 1999      | Atlético Nacional (7)      | Sergio Galván Rey (Once Caldas; 26 buts) |                      |
| 53      | 2000    | 2000      | América de Cali (10)       | Carlos Alberto Castro (Millonarios; 24 buts) |                      |
| 54      | 2001    | 2001      | América de Cali (11)       | Carlos Alberto Castro (Millonarios; 29 buts) Jorge Horacio Serna (Independiente Medellín; 29 buts)                                                    |                      |
| 55      | 2002    | Ouverture | América de Cali (12)       | Luis Fernando Zuleta (Unión Magdalena; 13 buts) |                      |
| 56      | 2002    | Cloture   | Independiente Medellín (3) | Orlando Ballesteros (Atlético Bucaramanga; 13 buts) Milton Rodríguez (Deportivo Pereira; 13 buts)                                                     |                      |
| 57      | 2003    | Ouverture | Once Caldas (2)            | Arnulfo Valentierra (Once Caldas; 13 buts) |                      |
| 58      | 2003    | Cloture   | Deportes Tolima (1)        | Léider Preciado (Deportivo Cali; 17 buts) |                      |
| 59      | 2004    | Ouverture | Independiente Medellín (4) | Sergio Herrera (América de Cali; 13 buts) |                      |
| 60      | 2004    | Cloture   | Junior (5)                 | Leonardo Fabio Moreno (América de Cali; 15 buts) Léider Preciado (Santa Fe; 15 buts)                                                                  |                      |
| 61      | 2005    | Ouverture | Atlético Nacional (8)      | Víctor Aristizábal (Atlético Nacional; 16 buts) |                      |
| 62      | 2005    | Cloture   | Deportivo Cali (8)         | Jamerson Rentería (Real Cartagena; 12 buts) Hugo Rodallega (Deportivo Cali; 12 buts)                                                                  |                      |
| 63      | 2006    | Ouverture | Deportivo Pasto (1)        | Jorge Díaz Moreno (Cúcuta Deportivo; 15 buts) |                      |
| 64      | 2006    | Cloture   | Cúcuta Deportivo (1)       | Diego Álvarez (Independiente Medellín; 11 buts) Jhon Charría (Deportes Tolima; 11 buts)                                                               |                      |
| 65      | 2007    | Ouverture | Atlético Nacional (9)      | Fredy Montero (Atlético Huila; 13 buts) Sergio Galván Rey (Atlético Nacional; 13 buts)                                                                |                      |
| 66      | 2007    | Cloture   | Atlético Nacional (10)     | Dayro Moreno (Once Caldas; 16 buts) |                      |
| 67      | 2008    | Ouverture | Boyacá Chicó (1)           | Miguel Caneo (Boyacá Chicó; 13 buts) Iván Velásquez (Deportes Quindío; 13 buts)                                                                       |                      |
| 68      | 2008    | Cloture   | América de Cali (13)       | Fredy Montero (Deportivo Cali; 16 buts) |                      |
| 69      | 2009    | Ouverture | Once Caldas (3)            | Teófilo Gutiérrez (Junior; 16 buts) |                      |
| 70      | 2009    | Cloture   | Independiente Medellín (5) | Jackson Martínez (Independiente Medellín; 18 buts) |                      |
| 71      | 2010    | Ouverture | Junior (6)                 | Carlos Bacca (Junior; 12 buts) Carlos Rentería (La Equidad; 12 buts)                                                                                  |                      |
| 72      | 2010    | Cloture   | Once Caldas (4)            | Wilder Medina (Deportes Tolima; 16 buts) Dayro Moreno (Once Caldas; 16 buts)                                                                          |                      |
| 73      | 2011    | Ouverture | Atlético Nacional (11)     | Carlos Rentería (Atlético Nacional; 12 buts) |                      |
| 74      | 2011    | Cloture   | Junior (7)                 | Carlos Bacca (Junior; 12 buts) |                      |
| 75      | 2012    | Ouverture | Santa Fe (7)               | Robin Ramírez (Deportes Tolima; 13 buts) |                      |
| 76      | 2012    | Cloture   | Millonarios (14)           | Henry Hernández (Cúcuta Deportivo; 9 buts) Carmelo Valencia (La Equidad; 9 buts) Germán Cano (Independiente Medellín; 9 buts)                         |                      |
| 77      | 2013    | Ouverture | Atlético Nacional (12)     | Wilder Medina (Santa Fe; 12 buts) |                      |
| 78      | 2013    | Cloture   | Atlético Nacional (13)     | Dayro Moreno (Millonarios; 16 buts) Luis Carlos Ruiz (Junior; 16 buts)                                                                                |                      |
| 79      | 2014    | Ouverture | Atlético Nacional (14)     | Dayro Moreno (Millonarios; 12 buts) |                      |
| 80      | 2014    | Cloture   | Santa Fe (8)               | Germán Cano (Independiente Medellín; 16 buts) |                      |
| 81      | 2015    | Ouverture | Deportivo Cali (9)         | Fernando Uribe (Millonarios; 15 buts) |                      |
| 82      | 2015    | Cloture   | Atlético Nacional (15)     | Jefferson Duque (Atlético Nacional; 15 buts) |                      |
| 83      | 2016    | Ouverture | Independiente Medellín (6) | Miguel Borja (Cortuluá; 19 buts) |                      |
| 84      | 2016    | Cloture   | Santa Fe (9)               | Ayron del Valle (Millonarios; 12 buts) |                      |
| 85      | 2017    | Ouverture | Atlético Nacional (16)     | Dayro Moreno (Atlético Nacional; 14 buts) |                      |
| 86      | 2017    | Cloture   | Millonarios (15)           | Yimmi Chará (Junior; 11 buts) Ayron del Valle (Millonarios; 11 buts) Dayro Moreno (Atlético Nacional; 11 buts) Carmelo Valencia (La Equidad; 11 buts) |                      |
| 87      | 2018    | Ouverture | Deportes Tolima (2)        | Germán Cano (Independiente Medellín; 12 buts) |                      |
| 88      | 2018    | Cloture   | Junior (8)                 | Germán Cano (Independiente Medellín; 20 buts) |                      |
| 89      | 2019    | Ouverture | Junior (9)                 | Germán Cano (Independiente Medellín; 21 buts) |                      |
| 90      | 2019    | Cloture   | América de Cali (14)       | Germán Cano (Independiente Medellín; 13 buts) Michael Rangel (América de Cali; 13 buts)                                                               |                      |
| 91      | 2020    | 2020      | América de Cali (15)       | Miguel Borja (Junior; 14 buts) |                      |
| 92      | 2021    | Ouverture | Deportes Tolima (3)        | Jefferson Duque (Atlético Nacional; 11 buts) Fernando Uribe (Millonarios; 11 buts) Diego Herazo (La Equidad; 11 buts)                                 |                      |
| 93      | 2021    | Cloture   | Deportivo Cali (10)        | Harold Preciado (Deportivo Cali; 13 buts) |                      |
| 94      | 2022    | Ouverture | Atlético Nacional (17)     | Dayro Moreno (Atlético Bucaramanga; 13 buts) |                      |
| 95      | 2022    | Cloture   | Deportivo Pereira (1)      | Leonardo Castro (Deportivo Pereira; 15 buts) |                      |
| 96      | 2023    | Ouverture | Millonarios (16)           | Marco Pérez (Águilas Doradas; 13 buts) |                      |
| 97      | 2023    | Cloture   | Junior (10)                | Carlos Bacca (Junior; 18 buts) |                      |
| 98      | 2024    | Ouverture | Atlético Bucaramanga (1)   | Carlos Bacca (Junior; 12 buts) Hugo Rodallega (Santa Fe; 12 buts)                                                                                     |                      |
| 99      | 2024    | Cloture   | Atlético Nacional (18)     | Daniel Moreno (Deportivo Pasto; 17 buts) |                      |
| 100     | 2025    | Ouverture | Santa Fe (10)              | Hugo Rodallega (Santa Fe; 16 buts) |                      |

Depuis le premier championnat de Colombie professionnel en 1948, 15 clubs parviennent à remporter le championnat. Les plus titrés sont l'Atlético Nacional, le Millonarios et l'América de Cali. L'année 1989 voit le palmarès rester vierge car le championnat est arrêté à la suite du meurtre d'un juge de touche, Álvaro Ortega le 15 novembre 1989 à Medellín.
Le tableau suivant liste les clubs vainqueurs du championnat de Colombie et pour chaque club, le nombre de titre(s) remporté(s) et les années correspondantes par ordre chronologique.
| Rang | Clubs                  | Titre(s) | Année(s) |
| ---- | ---------------------- | -------- | --- |
| 1    | Atlético Nacional      | 18       | 1954, 1973, 1976, 1981, 1991, 1994, 1999, Ouv. 2005, Ouv. 2007, Cl. 2007, Ouv. 2011, Ouv. 2013, Cl. 2013, Ouv. 2014, Cl. 2015, Ouv. 2017, Ouv. 2022, Cl. 2024 |
| 2    | Millonarios            | 16       | 1949, 1951, 1952, 1953, 1959, 1961, 1962, 1963, 1964, 1972, 1978, 1987, 1988, Cl. 2012, Cl. 2017, Ouv. 2023                                                   |
| 3    | América de Cali        | 15       | 1979, 1982, 1983, 1984, 1985, 1986, 1990, 1992, 1997, 2000, 2001, Ouv. 2002, Cl. 2008, Cl. 2019, 2020                                                         |
| 4    | Deportivo Cali         | 10       | 1965, 1967, 1969, 1970, 1974, 1996, 1998, Cl. 2005, Ouv. 2015, Cl. 2021                                                                                       |
| 5    | Atlético Junior        | 10       | 1977, 1980, 1993, 1995, Cl. 2004, Ouv. 2010, Cl. 2011, Cl. 2018, Ouv. 2019, Cl. 2023                                                                          |
| 6    | Independiente Santa Fe | 10       | 1948, 1958, 1960, 1966, 1971, 1975, Ouv. 2012, Cl. 2014, Cl. 2016, Ouv. 2025                                                                                  |
| 7    | Independiente Medellín | 6        | 1955, 1957, Cl. 2002, Ouv. 2004, Cl. 2009, Ouv. 2016 |
| 8    | Once Caldas            | 4        | 1950, Ouv. 2003, Ouv. 2009, Cl. 2010 |
| 9    | Deportes Tolima        | 3        | Cl. 2003, Ouv. 2018, Ouv. 2021 |
| 10   | Deportes Quindío       | 1        | 1956 |
| 10   | Unión Magdalena        | 1        | 1968 |
| 10   | Deportivo Pasto        | 1        | Ouv. 2006 |
| 10   | Cúcuta Deportivo       | 1        | Cl. 2006 |
| 10   | Boyacá Chicó           | 1        | Ouv. 2008 |
| 10   | Deportivo Pereira      | 1        | Cl. 2022 |
| 10   | Atlético Bucaramanga   | 1        | Ouv. 2024 |

### Statistiques et records
Depuis la descente de l'América Cali à la suite de la saison 2011, les clubs ayant disputés le plus grand nombre de saison en première division depuis la création du championnat sont Millonarios, l'Atlético Nacional et l'Independiente Santa Fe avec soixante-quatorze saisons au plus haut niveau depuis 1948. Ces trois clubs sont en effet présents depuis la première saison, sans discontinuer, dans la première division du championnat.

## Organisation

### Format
Le championnat actuel se déroule en deux phases. La première phase (primera vuelta) a lieu du mois de février au mois de juin, la seconde phase (segunda vuelta) d'août à décembre.
Le championnat se déroule comme suit : les 20 équipes jouent entre elles en aller simple, ce qui fait 18 journées. Un 19e match est intercalé au niveau de la neuvième journée, ce match est appelé clásico. Ainsi, une équipe rencontre deux fois un club (en clásico et en championnat "régulier") et une seule fois les seize autres. À l'issue des dix-neuf matchs, un classement est établi. En cas d'égalité de points, c'est l'équipe ayant la meilleure différence de buts qui est la mieux classée.
La compétition se poursuit avec les huit clubs les mieux classés du championnat "régulier". Les huit équipes sont réparties dans deux groupes. Le premier comprend les clubs ayant fini le championnat en première, troisième, cinquième et septième positions, le second comprend les clubs ayant fini le championnat en deuxième, quatrième, sixième et huitième positions. Chaque équipe rencontre les trois autres en matchs aller-retour. L'équipe ayant le plus grand nombre de points est alors qualifiée pour la finale. En cas d'égalité de points, c'est l'équipe qui a le plus grand nombre de points lors de la phase régulière qui est la mieux classée, si cette règle ne permet toujours pas de séparer deux équipes, c'est l'équipe ayant la meilleure différence de buts dans leurs confrontations directes lors de la seconde phase qui sera la mieux classée.
La finale se joue en matchs aller-retour, en cas d'égalité à l'issue des deux matches, il sera effectué une séance de tirs au but, conformément aux règles de l'International Board, sans procéder auparavant à une prolongation et sans appliquer la règle dite des buts à l'extérieur.
Les équipes championnes des deux compétitions, en juin et en décembre, gagnent leur place pour la Copa Libertadores de l'année suivante.
Une Tabla de reclasificación est établie à l'issue de chaque année ; il s'agit d'un classement additionnant les points gagnés au cours de l'année entière, y compris les points remportés en phase quadrangulaire et en finale (donc les clubs y ayant pris part sont avantagés). Les deux clubs les mieux classés et n'ayant pas remporté une des deux compétitions sont qualifiés pour la Copa Sudamericana de l'année suivante.
Concernant la rétrogradation en division inférieure, un classement est établi sur les résultats des trois dernières années (donc des six dernières compétitions). Le club ayant le plus faible nombre de points est rétrogradé, l'avant-dernier joue un barrage en aller-retour contre le second de deuxième division.
Un club promu prend alors le nombre de points des deux saisons précédentes du dernier non-rétrogradé, afin d'établir un nouveau classement l'année suivante.
| \| Bogotá : · La Equidad · Fortaleza CEIF · Millonarios · Independiente Santa Fe · Cali : · América de Cali · Deportivo Cali · Medellín: · Independiente Medellín · Atlético Nacional · Tunja : · Boyacá Chicó · Patriotas Medellín Cali Bogotá Alianza Jaguares Envigado Rionegro Águilas Atl. Bucaramanga Deportivo Pereira Dep. Tolima Deportivo Pasto Junior Tunja Once Caldas \| Localisation des clubs engagés dans le championnat. |
| Bogotá : · La Equidad · Fortaleza CEIF · Millonarios · Independiente Santa Fe · Cali : · América de Cali · Deportivo Cali · Medellín: · Independiente Medellín · Atlético Nacional · Tunja : · Boyacá Chicó · Patriotas Medellín Cali Bogotá Alianza Jaguares Envigado Rionegro Águilas Atl. Bucaramanga Deportivo Pereira Dep. Tolima Deportivo Pasto Junior Tunja Once Caldas                                                           |

| Club                   | Ville        | Dernière montée | Entraîneur           | Stade                                | Capacité théorique | Nombre de saisons en première division |
| ---------------------- | ------------ | --------------- | -------------------- | ------------------------------------ | ------------------ | -------------------------------------- |
| Alianza FC             | Valledupar   | 2024            | Hubert Bodhert       | Stade Armando Maestre Pavajeau       | 11 500             | ?                                      |
| América de Cali        | Cali         | 2017            | Jorge da Silva       | Stade Pascual Guerrero               | 35 400             | ?                                      |
| Atlético Bucaramanga   | Bucaramanga  | 2016            | Rafael Dudamel       | Stade Alfonso Lopez                  | 25 000             | ?                                      |
| Atlético Junior        | Barranquilla | 1948            | Arturo Reyes         | Stade Metropolitano Roberto Meléndez | 49 612             | ?                                      |
| Atlético Nacional      | Medellín     | 1948            | Pablo Repetto        | Stade Atanasio-Girardot              | 40 940             | ?                                      |
| Boyacá Chicó           | Tunja        | 2023            | Jhon Jaime Gómez     | Stade de La Independencia            | 20 000             | ?                                      |
| Deportes Tolima        | Ibagué       | 1995            | David González       | Stade Manuel Murillo Toro            | 28 100             | ?                                      |
| Deportivo Cali         | Cali         | 1948            | Hernán Torres        | Stade Deportivo Cali                 | 44 000             | ?                                      |
| Deportivo Pasto        | Pasto        | 2012            | Gustavo Florentín    | Stade Departamental Libertad         | 20 000             | ?                                      |
| Deportivo Pereira      | Pereira      | 2020            | Luis Fernando Suárez | Stade Hernán Ramírez Villegas        | 30 290             | ?                                      |
| Envigado               | Envigado     | 2008            | Alexis Márquez       | Stade Polideportivo Sur              | 14 000             | ?                                      |
| Fortaleza CEIF         | Bogotá       | 2024            | Sebastián Oliveros   | Stade Metropolitano de Techo         | 7 800              | ?                                      |
| Independiente Medellín | Medellín     | 1948            | Alfredo Arias        | Stade Atanasio-Girardot              | 40 940             | ?                                      |
| Jaguares               | Montería     | 2015            | Néstor Craviotto     | Stade Jaraguay                       | 12 000             | ?                                      |
| La Equidad             | Bogotá       | 2007            | Alexis García        | Stade Metropolitano de Techo         | 7 800              | ?                                      |
| Millonarios            | Bogotá       | 1948            | Alberto Gamero       | Stade Nemesio Camacho El Campín      | 36 343             | ?                                      |
| Once Caldas            | Manizales    | 1961            | Hernán Darío Herrera | Stade Palogrande                     | 28 678             | ?                                      |
| Patriotas              | Tunja        | 2024            | Harold Rivera        | Stade de La Independencia            | 20 000             | ?                                      |
| Rionegro Águilas       | Rionegro     | 2011            | José Luis García     | Stade Alberto Grisales               | 12 660             | ?                                      |
| Independiente Santa Fe | Bogotá       | 1948            | Pablo Peirano        | Stade Nemesio Camacho El Campín      | 36 343             | ?                                      |